# Adolf Bertram
Adolf Bertram   (Hildesheim, 14 de març de 1859 - Jánský Vrch, 6 de juliol de 1945) va ser un cardenal de l'Església catòlica i arquebisbe de Breslau durant el període de l'Alemanya nazi.

## Joventut
Adolf Bertram va néixer a Hildesheim, província de Hannover, a Prússia (avui Baixa Saxònia). Va estudiar teologia a la Universitat de Múnic, a la Universitat d'Innsbruck i a la Universitat de Würzburg, on es va doctorar en teologia, i a la Pontifícia Universitat Gregoriana de Roma, on es va doctorar en dret canònic el 1884. Va ser va ser ordenat sacerdot el 1881.
El 26 d'abril del 1906 va ser elegit bisbe de Hildesheim, una elecció que va rebre la confirmació papal el 12 de juny de 1906.
Vuit anys més tard, el 8 de setembre de 1914, el Papa va confirmar la seva elecció pel capítol de la catedral de Breslau com a bisbe d'aquesta seu, i en va prendre possessió el 28 d'octubre. Des de 1824 el títol de Príncep-bisbe de Breslau era un títol merament honorífic atorgat als titulars de la seu, sense un principat-bisbat de domini secular exercit pel titular, però atorgant un escó a la Cambra dels Lords de Prússia i a l'austríaca. Això, però, va ser abolit quan Àustria i Prússia es van convertir en repúbliques després del 1918. Bertram va continuar utilitzant també el títol de príncep-bisbe fins que va ser nomenat arquebisbe de Breslau el 13 d'agost de 1930.

## Cardenal
El 4 de desembre de 1916 Bertram va ser creat cardenal però només in pectore per por de provocar una reacció negativa contra l'Església per part dels Aliats, especialment del bàndol italià.
Després de cessar les hostilitats, el seu nomenament es va publicar el 5 de desembre de 1919 i se li va assignar l'església titular de Sant'Agnese fuori le mura el 18 de desembre de 1919. Des de 1919 fins a la seva mort, també va ser president de la Conferència de Bisbes Catòlics de Fulda, el màxim representant de l'Església catòlica a Alemanya.

### Aixecaments de Silèsia

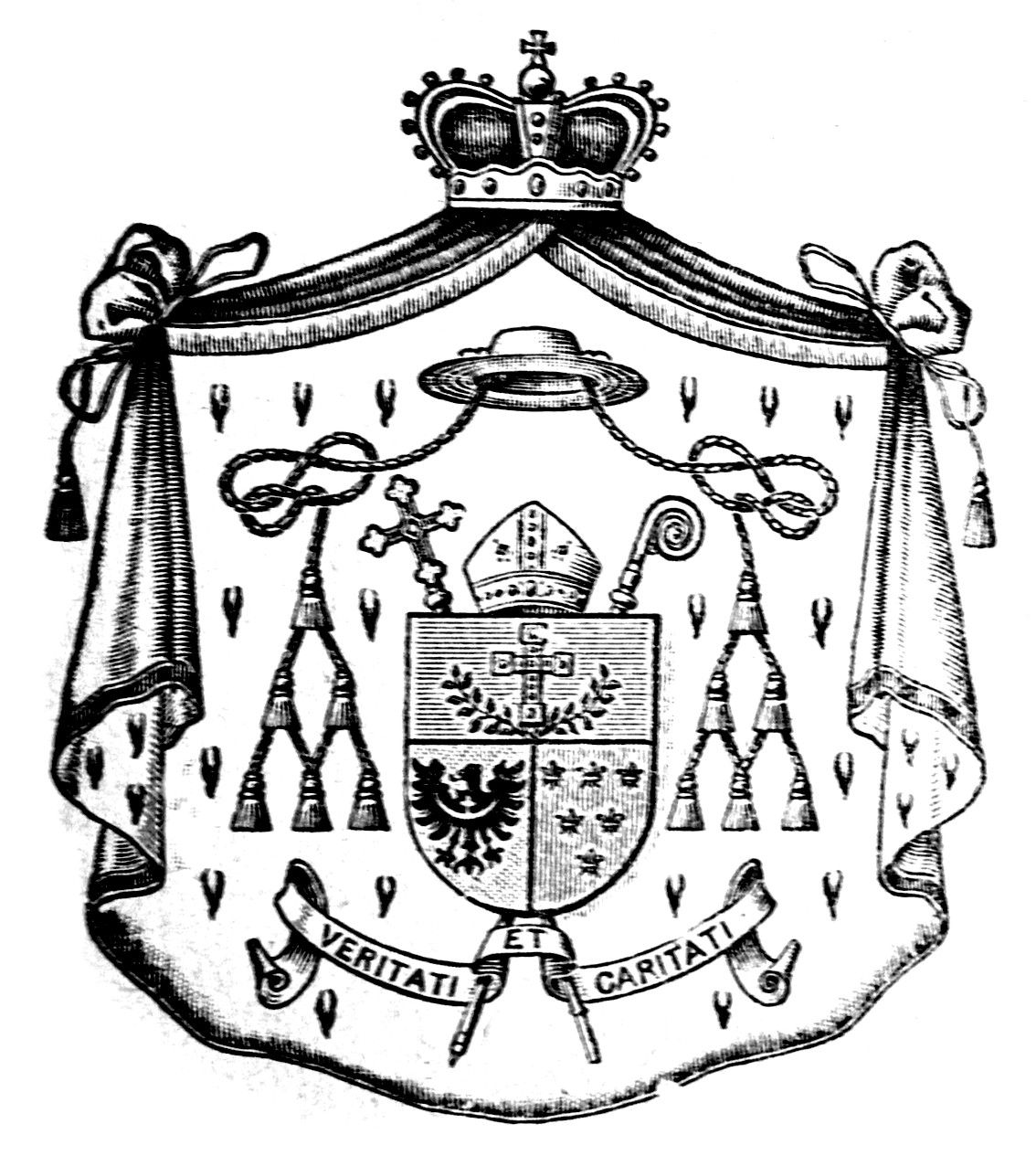
Escut d'armes del cardenal Bertram com a príncep-bisbe.

Al llarg dels aixecaments polonesos contra Alemanya en algunes parts de l'Alta Silèsia, va subratllar la seva actitud proalemanya, en línia amb la seva declaració anterior de ser un "bisbe alemany" adscrit a l'estat alemany, que va generar polèmica i crítiques pels polonesos. Durant tot el trastorn, va intentar influir al Vaticà en nom d'Alemanya. Al seu torn, va ser anomenat "xovinista alemany" i acusat de ser " antipolonès",. ja que va eliminar els sacerdots polonesos i els va substituir per alemanys a l'Alta Silèsia durant els esdeveniments. Va prohibir als sacerdots polonesos participar en activitats culturals i polítiques poloneses, però va permetre que els alemanys participessin en l'agitació política. Bertram va qüestionar el decret del papa Benet XV que li ordenava abstenir-se de visitar l'Alta Silèsia durant el plebiscit de l'Alta Silèsia, qualificant-lo de "resultat de la intriga polonesa" d'August Hlond, amic personal de Benet XV.

#### Ordre de 21 de novembre de 1920
El 21 de novembre de 1920, quatre mesos abans del plebiscit de Silèsia, Bertram va emetre una ordre que feia dependre l'activitat política dels sacerdots locals de l'acord del prebost local i recolzada per l'amenaça de greus sancions de l'església si es trencava. Atès que el 75%-80% dels rectors eren alemanys, i els sacerdots locals eren regularment sacerdots jesuïtes polonesos immigrats de la Petita Polònia, això es considerava que donava suport al bàndol alemany en el plebiscit, i el públic polonès va reaccionar amb ira. Wincenty Witos va dir a Bertram que si no fos per la seva ordre, tres quartes parts de la població de l'Alta Silèsia votaria a favor de Polònia. Al final, gairebé el 60% de l'Alta Silèsia va votar a favor d'Alemanya. El govern polonès va protestar contra la decisió de Bertram davant el Vaticà, i el Ministeri d'Afers Exteriors polonès va iniciar accions oposant-se al decret.

#### Conflicte amb membres del clergat polonesos
Un comitè especial de 91 sacerdots de l'Alta Silèsia va emetre una declaració a la Santa Seu en la qual alertaven de les conseqüències de les accions de Bertram i de l'"amargor" creixent entre la població que perjudicaria l'Església catòlica a llarg termini. Van demanar un boicot a la seva ordre i van declarar lleialtat al Vaticà. Aviat, els sacerdots van rebre el suport d'alts membres del clergat polonès. El 30 de novembre, a la residència dels cardenals Aleksander Kakowski i Dalbor i els bisbes Bilczewski, Sapieha, Teodorowicz, Fulman i Przeździecki van enviar una carta al Papa per advertir-lo que Bertram participava en una activitat política en nom del bàndol alemany i amenaçava de trencar les relacions entre el Vaticà i l'estat polonès, així com la nació polonesa, i suplicaven al Papa que revoqués l'ordre de Bertram.
A mesura que es van conèixer les conseqüències de l'ordre de Bertram, el Parlament polonès va debatre sobre la ruptura de relacions amb el Vaticà o la destitució de l'ambaixador polonès al Vaticà. Finalment, el govern polonès va decidir emetre una nota de protesta, i el Vaticà va revocar el seu delegat a Polònia, Achille Ratti, qui esdevindria més tard el papa Pius XI.
El 7 de novembre de 1922, Bertram va perdre la seva competència episcopal a les parròquies de la diòcesi de Breslau que havien passat a formar part de Polònia, és a dir, al priorat austrohongarès, actualment polonès de Cieszyn Silèsia oriental (adquirida per Polònia el 1918/1919), i al priorat alemanya de la Silèsia Superior Oriental (apoderada per Polònia el 20 de juny de 1922). El 17 de desembre la Santa Seu va establir per a aquestes zones una Administració Apostòlica exempta, que va erigir com a nova la diòcesi de Katowice el 28 d'octubre de 1925 per la butlla Vixdum Poloniae Unitas. Les parròquies del nord-oest de la txecoslovaca Cieszyn Silesia (Zaolzie) van romandre sota la jurisdicció de Bertram de Breslau.

### Darrers anys de la República de Weimar
Per la seva butlla "Pastoralis officii nostri" el papa Pius XI va elevar Bertram a arquebisbe de Breslau el 13 d'agost de 1930, complint les estipulacions del concordat entre l'Estat Lliure de Prússia i la Santa Seu. Aleshores Bertram supervisaria tres sufragànies a la nova província eclesiàstica de l'Alemanya Oriental de Breslau, les diòcesis de Berlín i Ermland, així com la Prelatura Territorial de Schneidemühl.

L'any 1930, va rebutjar un funeral religiós per a un conegut funcionari nazi amb el motiu que els principis del nacionalsocialisme eren incompatibles amb la fe catòlica.
En una declaració àmpliament divulgada, va criticar com a greu error la glorificació unilateral de la raça nòrdica i el menyspreu per la revelació divina que s'ensenyava cada cop més a tot Alemanya. Va advertir contra l'ambigüitat del concepte de "cristianisme positiu", una religió altament nacionalista que els nazis fomentaven. Aquesta religió, va dir, "per a nosaltres els catòlics no pot tenir un sentit satisfactori, ja que cadascú l'interpreta com vol". 
El 1932, però, va demanar el permís de Roma per unir-se al Partit Nazi, però va ser rebutjat perquè l'Església no volia implicar-se en la política.

## El Tercer Reich
Durant els primers mesos de 1933, els camises marrons i membres catòlics del Partit Nazi que no podien entrar a missa perquè els bisbes havien prohibit entrar a l'església d'uniforme començaren a assistir als serveis protestats, on no exisita aquesta prohibició. Això plantejà l'alarmant espectacle d'una defecció en massa. El cardenal Bertram va convèncer els bisbes que aixequessin la prohibició; i la tolerància passiva no trigà en convertir-se en suport massiu. L'1 de maig d'aquell any van ser molts els sacerdots participants a les cerimònies públiques celebrades en motiu del "Dia del Treball Nacionalsocialista". I la Conferència Episcopal de Funda va fer pública l'1 de juny de una carta pastoral donant la benvinguda al "despertar nacional" i al nou propòsit d'establir una autoritat nacional forta, tot i que expressava també la seva preocupació per la insistència dels nazis en la raça i en l'amenaça que pesava sobre les institucions catòliques.
El març de 1933, el president d'un grup interreligiós va sol·licitar l'ajuda de Bertram per protestar contra el boicot als negocis jueus organitzats pels nazis, però va ser rebutjat perquè ho considerava com una qüestió purament econòmica i perquè, al seu parer, la premsa jueva havia guardat silenci sobre la persecució dels catòlics.
El 4 d'octubre de 1933 comunicà amb alarma al Papa Pius XI els conflictes que podrien causar l'ambició nazi d'exercir un control total sobre la societat, la prohibició dels diaris catòlics, la ingerència de l'Estat a les obres de caritat de l'església i la dissolució o "coordinació" de les associacions catòliques de voluntariat.
El gener de 1937, una delegació de bisbes alemanys, entre els que es trobaven Beltram, Faulhaber i Galen, alarmats per l'escalada del conflicte entre el Tercer Reich i l'Església Catòlica alemanya, denunciaren els nazis per la violació del concordat. La resposta del papa, i Faüllhaber redactà uns esbós d'una encíclica, que ampliada pel secretari d'estat cardenal Pacelli, esdevindria Mit brennender Sorge, que es llegiria pràcticament a tots els púlpits catòlica alemanys el 21 de març de 1937, després d'haver-se imprès en secret.
A la vigília de la Segona Guerra Mundial, l'Alemanya nazi i, en molt menor mesura, Polònia es van annexionar parts de Txecoslovàquia, els Sudets i Zaolžje/Zaolzie, la part nord dels quals era un component de la diòcesi de Bertram. Després de la presa de poder polonesa de Zaolžje, que mai va ser reconeguda internacionalment, el govern polonès va demanar a la Santa Seu que destituís Bertram de la jurisdicció a la zona annexada recentment polonesa. La Santa Seu va complir, i el papa Pius XI va sotmetre les parròquies catòliques de Zaolžje a una administració apostòlica sota Stanisław Adamski, bisbe de Katowice, que va exercir aquesta administració fins al 31 de desembre de 1939.

### Segona Guerra Mundial
Durant tota la guerra, el cardenal Bertram mostrà una ferma lleialtat vers el Führer, mantenint una relació cordial i personal amb Hitler. Com a cap ex officio de l'episcopat alemany va enviar salutacions amb motiu del 50è aniversari d'Adolf Hitler l'any 1939 en nom de tots els bisbes catòlics alemanys, un acte que va enfadar el bisbe Konrad von Preysing; Bertram va ser el principal defensor de l'acomodació, així com el líder de l'església alemanya, una combinació que va regnar en altres aspirants a opositors al nazisme.
Va ordenar celebracions de l'Església després de la victòria de l'Alemanya nazi sobre Polònia i França, amb l'ordre de fer sonar les campanes a tot el Reich a la notícia de la presa alemanya de Varsòvia el 1939. Amb el seu coneixement, la diòcesi de Breslau va emetre una declaració demanant la guerra amb Polònia una "guerra santa" lluitada per fer complir les ordres de Déu sobre com viure i recuperar "la terra perduda alemanya".
Durant la major part de la Segona Guerra Mundial, el cardenal Bertram va romandre a Breslau. Bertram es va oposar al que va anomenar la immoralitat i el "neopaganisme" del partit nazi. El 23 de desembre de 1939 Cesare Orsenigo, nunci a Alemanya, va nomenar –amb efectes de l'1 de gener de 1940– Bertram – i l'arquebisbe d'Olomouc Leopold Prečan –administradors apostòlics exactament d'aquelles parròquies catòliques de Zaolžje, on Pius XI els havia deposat el 1938.
El 1940, el cardenal Bertram va condemnar la propaganda i la planificació de l'operació Lebensborn i el vitalisme nazi i els plans d'inseminació com a "immorals", dient que el programa Lebensborn estava institucionalitzat "l'adulteri".
El maig de 1940, el cardenal Galen va escriure a Bertram detallant els assassinats de discapacitats que estaven tenint lloc i instant-lo a que l'Església adoptés una postura moral sobre el tema.
L'11 d'agost de 1940, la conferència de bisbes alemanys protestà per les morts de l'acció T4.
A principis de 1941, Bertram, com a bisbe metropolità de la província eclesiàstica d'Alemanya oriental i portaveu de la Conferència episcopal de Fulda, va rebutjar la petició de Carl Maria Splett d'admetre la diòcesi de Danzig com a membre a la seva província eclesiàstica i a la conferència.
El 17 de setembre de 1941 establí les directrius per a l'Església al Reich: recordà a tots els bisbes que la situació de tots els catòlics, ja fossin aris o no (és a dir, jueus convertits al catolicisme), i exigí que s'evitessin, en la mesura del possible, mesures discriminatòries durant els serveis religiosos. Però si se'ls preguntava, els sacerdots haurien de recomanar als catòlics no aris a "assistir només als oficis religiosos del matí".
Un mes més tard, però, recomanà al cardenal von Faulhaber que l'Església tenia assumptes més urgents que tractar que no pas el problema dels jueus conversos (als jueus ni se'ls mencionava).
El 1943, temerós d'exacerbar la situació després de les protestes del cardenal Galen per la campanya d'eutanàsia, eliminà una carta pastoral conjunta sobre el tema que els bisbes havien redactat el novembre de 1941. De fet, Bertram s'esforçà més que la majoria en no aixecar la veu, però durant els anys de guerra els bisbes catòlics no van mostrar públicament una gran preocupació amb relació a l'assassinat en massa dels jueus o dels presoners de guerra soviètics. .
El 1945, mentre les forces soviètiques atacaven, va resistir la pressió del govern nazi perquè abandonés Breslau, fins que gran part de la població hagués estat evacuada. Bertram finalment va decidir abandonar la ciutat a finals de febrer o principis de març de 1945 i va passar la resta de la guerra a la seva residència d'estiu al castell de Johannesberg a Jauernig (part txecoslovaca de la diòcesi de Breslau, els Sudets), on va morir el 6 de juliol de 1945 a l'edat de 86 anys.
Va ser enterrat al cementiri local de Ves Javorník (Oberjauernig). El seu cos va ser exhumat l'any 1991 i va ser enterrat de nou a la catedral metropolitana de Wrocław, Polònia. Fou succeït com a president de la Conferència de Bisbes Catòlics de Fulda per Josef Frings .
Uns mesos després de la seva mort, la revista Time va escriure sobre el cardenal Bertram:
| « | El cardenal Adolf Bertram, de 86 anys, obertament antinazi arquebisbe de Breslau i degà de la jerarquia catòlica alemanya, la resistència incansable del qual al "neopaganisme" de Hitler va culminar el març passat en el seu desafiament a les ordres d'evacuar Breslau davant l'avanç dels russos; presumiblement a Breslau. La seva mort va deixar el Col·legi de Cardenals amb 40 membres, el menor nombre en 144 anys. | » |

## Llegat
S'ha afirmat que Bertram va programar una missa de rèquiem a la mort de Hitler. Tanmateix, aquesta afirmació ha estat contestada per Ronald Rychlak:
| « | De fet, això és el que sabem: en Bertram era vell i estava malalt quan va acabar la guerra. Quan va morir (poques setmanes més tard), els seus papers incloïen una ordre manuscrita que programava una missa de Rèquiem per a tots els alemanys que van morir a la guerra, inclòs Hitler (del qual es va informar originalment que va morir mentre lluitava contra l'Exèrcit Roig), i per a la protecció de l'Església catòlica a Alemanya. Aquesta ordre no es va enviar mai, i la missa mai es va celebrar. El secretari personal de Bertam va informar més tard que no coneixia aquest document ni cap ordre proposada. De fet, l'ordre en si es va creuar amb dos grans traços. | » |